# Wallace Kyle
Sir Wallace Hart Kyle (Kalgoorlie, 22 gennaio 1910 – Lymington, 31 gennaio 1988) è stato un ufficiale australiano.

## Carriera
Frequentò la Guildford Grammar School. Nel 1929 entrò nella Royal Air Force. Servì nella Seconda guerra mondiale e nel 1940 è stato nominato responsabile del comando del No. 139 Squadron prima di diventare Comandante della stazione della RAF a Marham nel 1942 e, nel 1944, in quella di Downham Market e il suo trasferimento al Bomber Command.
Dopo la guerra si è unito al personale di direzione presso la RAF Staff College, a Bracknell, e in seguito si unì al team piani dell'aria presso la sede della RAF Mediterraneo e Medio Oriente. Venne nominato Assistente Comandante alla RAF Cranwell nel 1951 e Direttore di requisiti operativi presso il Ministero dell'aviazione nel 1952.
Nel 1955 divenne comandante durante l'Emergenza malese, Vice Capo di Stato Maggiore dell'Aeronautica nel 1957 e responsabile del comando in capo, Technical Training Command nel 1959.
È diventato Vice Capo di Stato Maggiore dell'Aeronautica nel 1962 e Ufficiale Comandante in Capo del Bomber Command nel 1965. 
Ricoprì la carica di governatore dell'Australia Occidentale dal 1975 al 1980.